# عاقرقرحا
عاقرقرحا، (نام علمی: Anacyclus Pyrethrum DC )گیاهی است از خانواده Compositae تیره فرعی Radiae .

## مشخصات
عاقرقرها گیاهی است علفی و چند ساله که بلندی ساقه اش به حدود ۲۰ سانتی‌متر می‌رسد. این گیاه شبیه بابونه می‌باشد. منشاء اصلی آن الجزیره و آفریقای شمالی بوده و از آنجا به نقاط گرم و معتدل زمین مانند آسیا و آفریقا راه یافته‌است. ریشه آن راست به طول ۲۵–۲۰ سانتی‌متر و به ضخامت یک انگشت و با انشعابات زیادی است. این ریشه طعم سوزنی دارد.
قسمت مورد استفاده این گیاه ریشه آن است که به صورت قطعاتی به اندازه۱۰–۸ سانتی‌متر و قطر۵/. سانتی‌متر به بازار عرضه می‌شد. بوی آن معطر و محرک مخاط بینی و طعم آن تند، سوزنده و ناپسند است.
در بعضی منابع، بخاطر خواص بسیار نزدیک این گیاه با ریشه طرخون کوهی، این گیاه را به اشتباه با آن یکی دانسته‌اند.
عاقرقرحا، گیاهی است علفی، کوتاه، که ارتفاع آن به یک وجب هم نمی‌رسد، جند ساله و شبیه بابونه. برگ‌های آن بریدگی‌های عمیق دارد و پوشیده از کرک است. گل‌های آن در تابستان و در دو گونه روی ساقه ظاهر می‌شود.
1. گل‌های لوله‌ای زرد
2. گل‌های زبانه‌ای سفید[۲]

## ترکیبات شیمیایی
در این گیاه اسانس روغنی فرار پلی تورین وجود دارد.
ریشه این گیاه داریا مقدار کمی تانن tannin، صمغ، اینولین و یک رزین قهوه‌ای به نام پله تونین pelletonin می‌باشد.

## نگارخانه

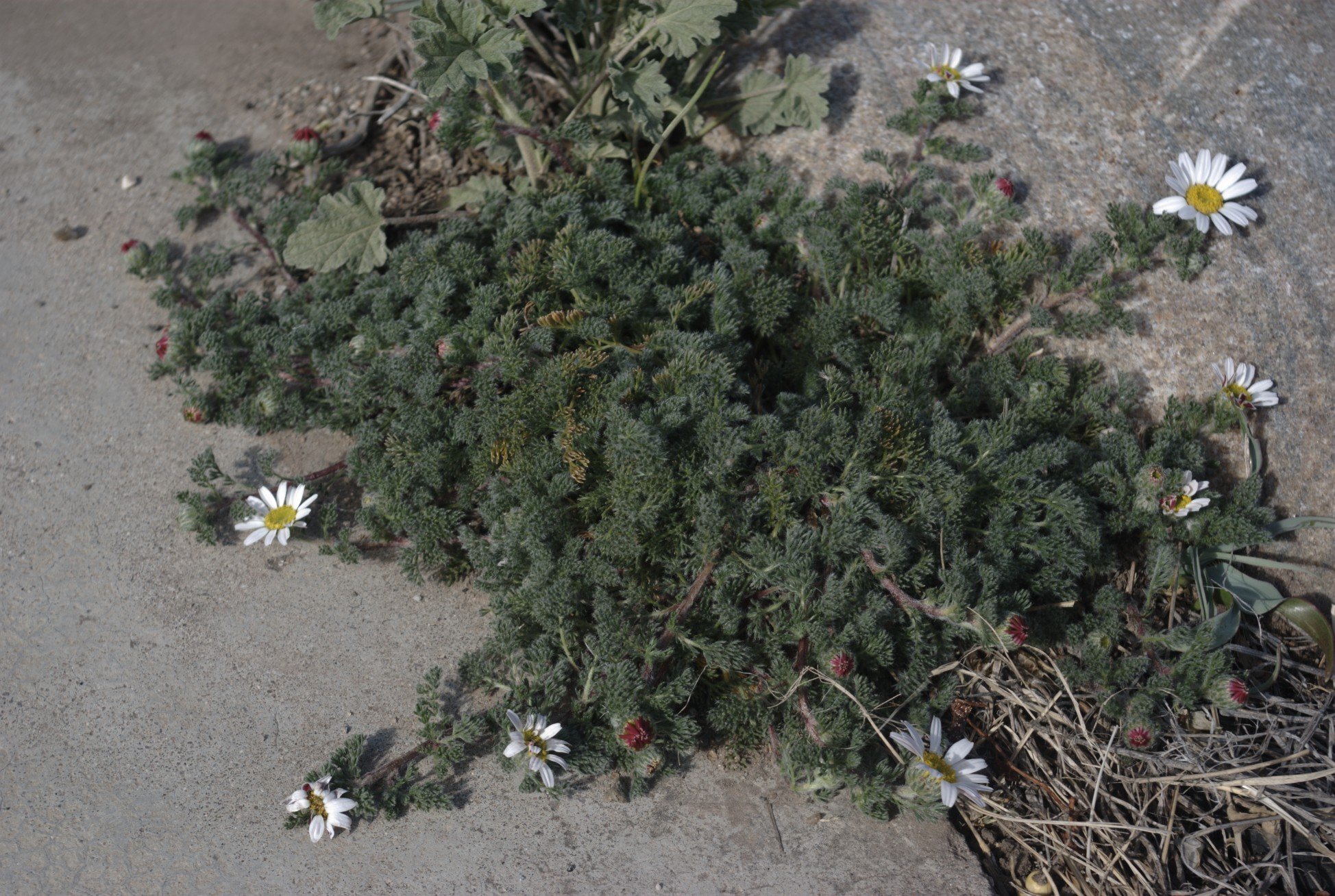
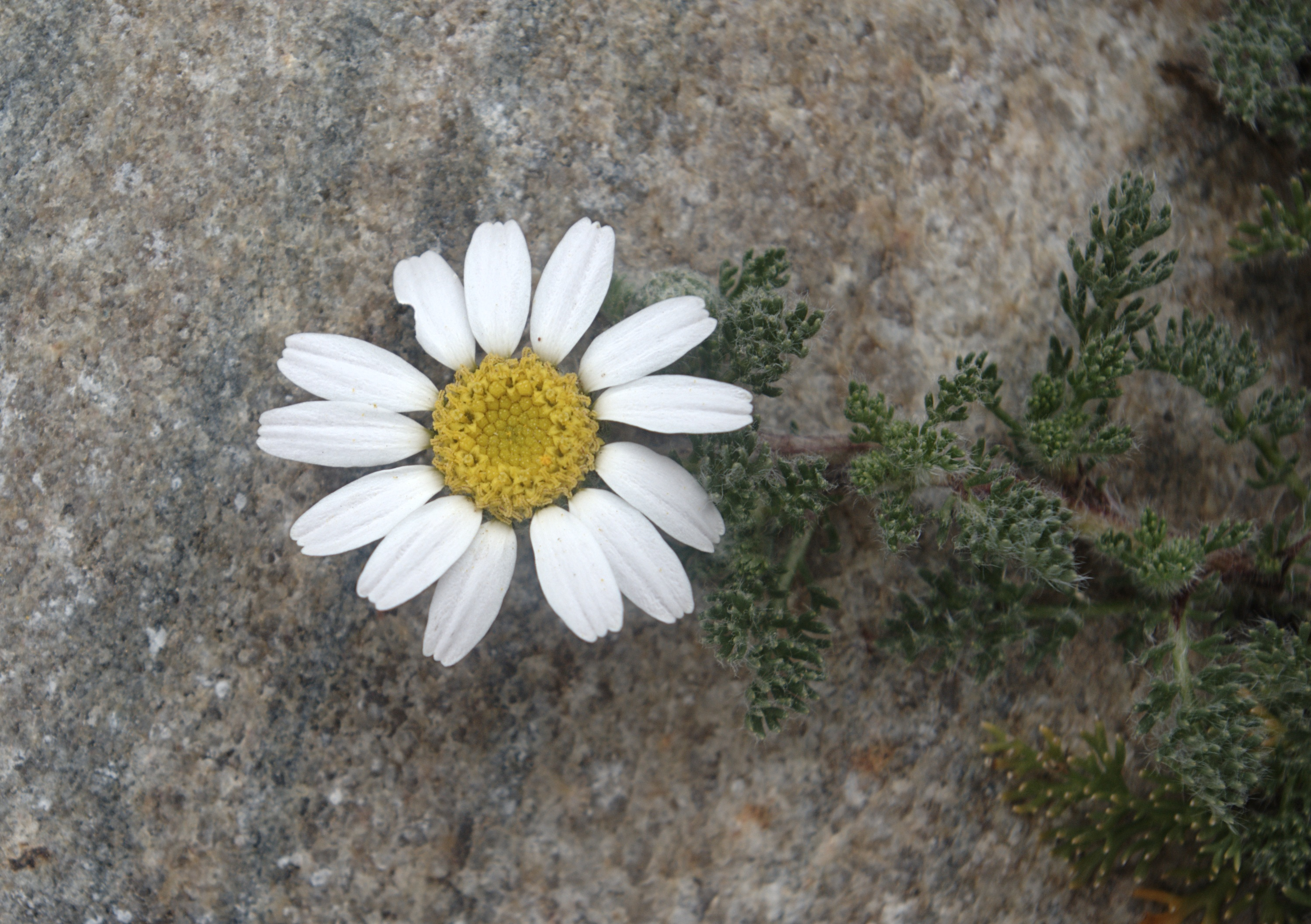
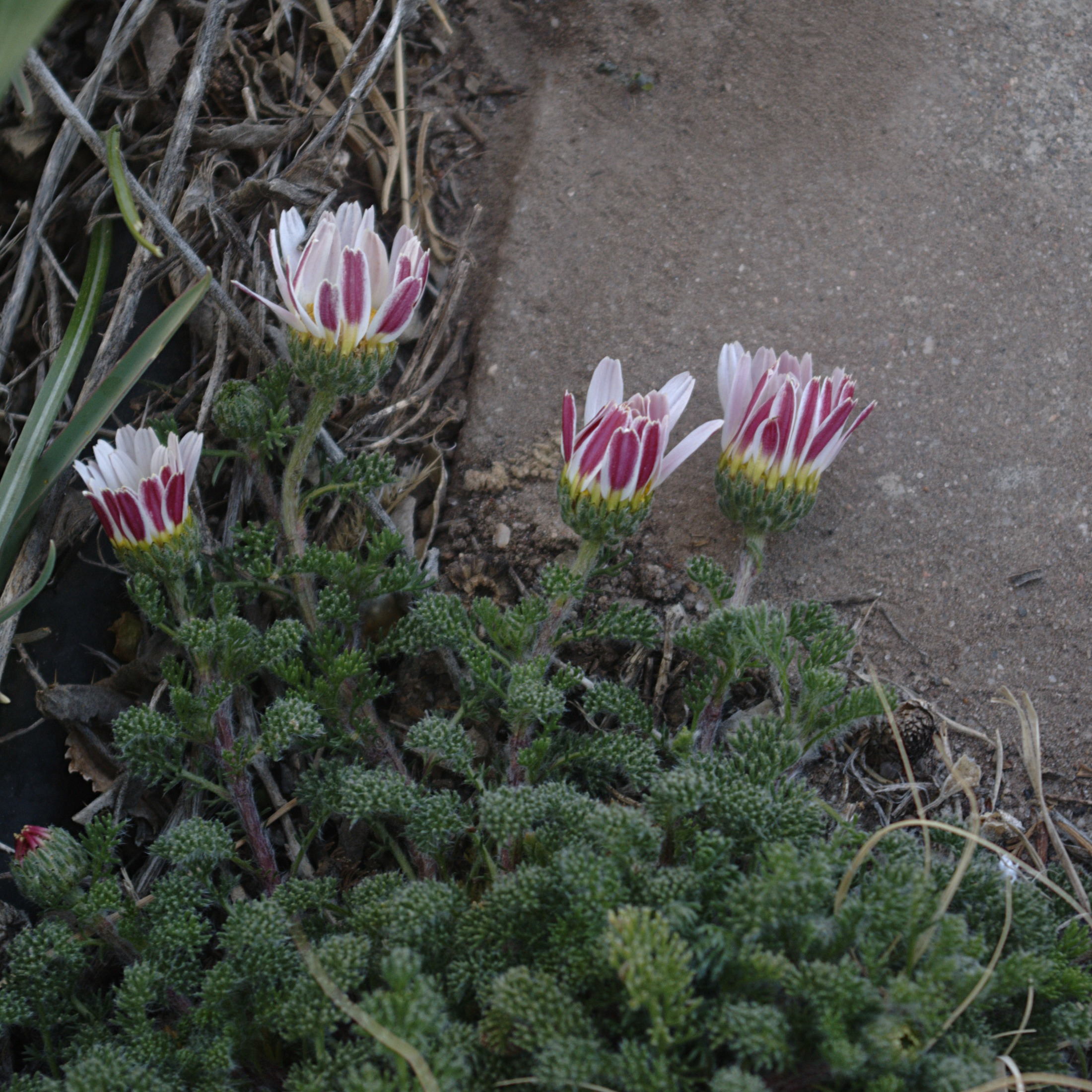

## واژه‌نامه
1. ↑  Pellitory of Spain
2. ↑  Pellitorine